# 7890 Ясуофукуй
7890 Ясуофукуй (7890 Yasuofukui) — астероїд головного поясу, відкритий 2 жовтня 1994 року.
Тіссеранів параметр щодо Юпітера — 3,663.
Названо на честь астронома Ясуо Фукуй (яп. やすお・ふくい(福井康雄)).